# Vuelo 331 de Aviaco
El 6 de julio de 1972 el vuelo de Aviaco AO331 operado con un Douglas DC-8, con matrícula EC-ARA, de Iberia que había sido alquilado por la mencionada Aviaco y que volaba desde el Aeropuerto de Madrid se estrellaba contra el mar cerca de la bahía de Gando, durante la fase de aproximación a su destino, el Aeropuerto de Gran Canaria. 
Fallecieron sus 10 tripulantes.

## Accidente

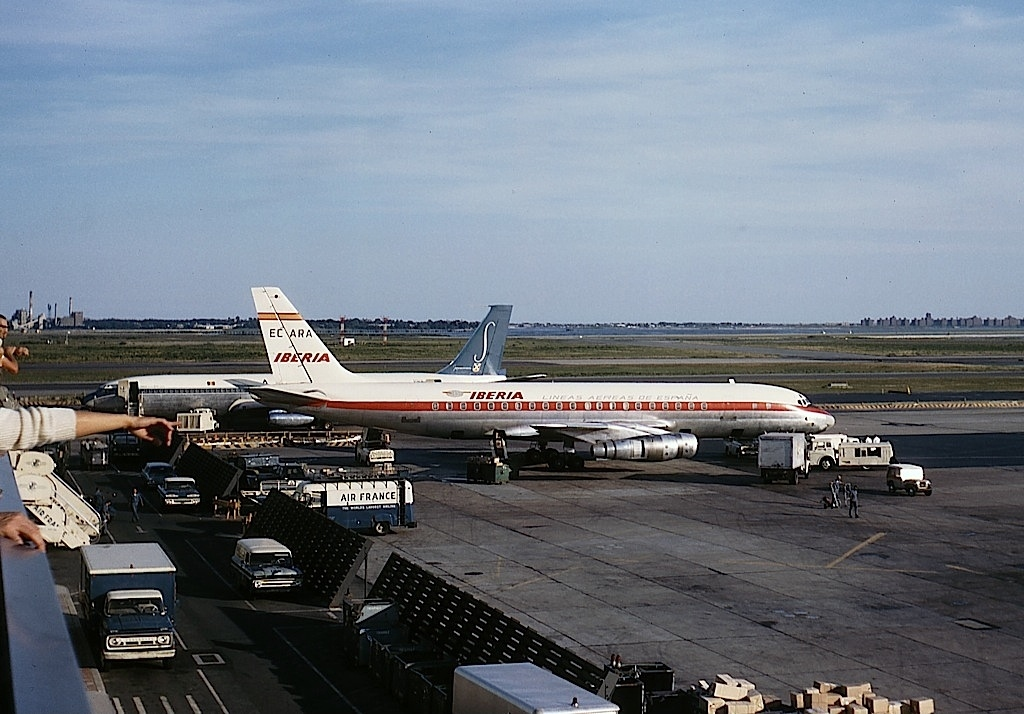
El avión involucrado en el accidente fotografiado en julio de 1965.

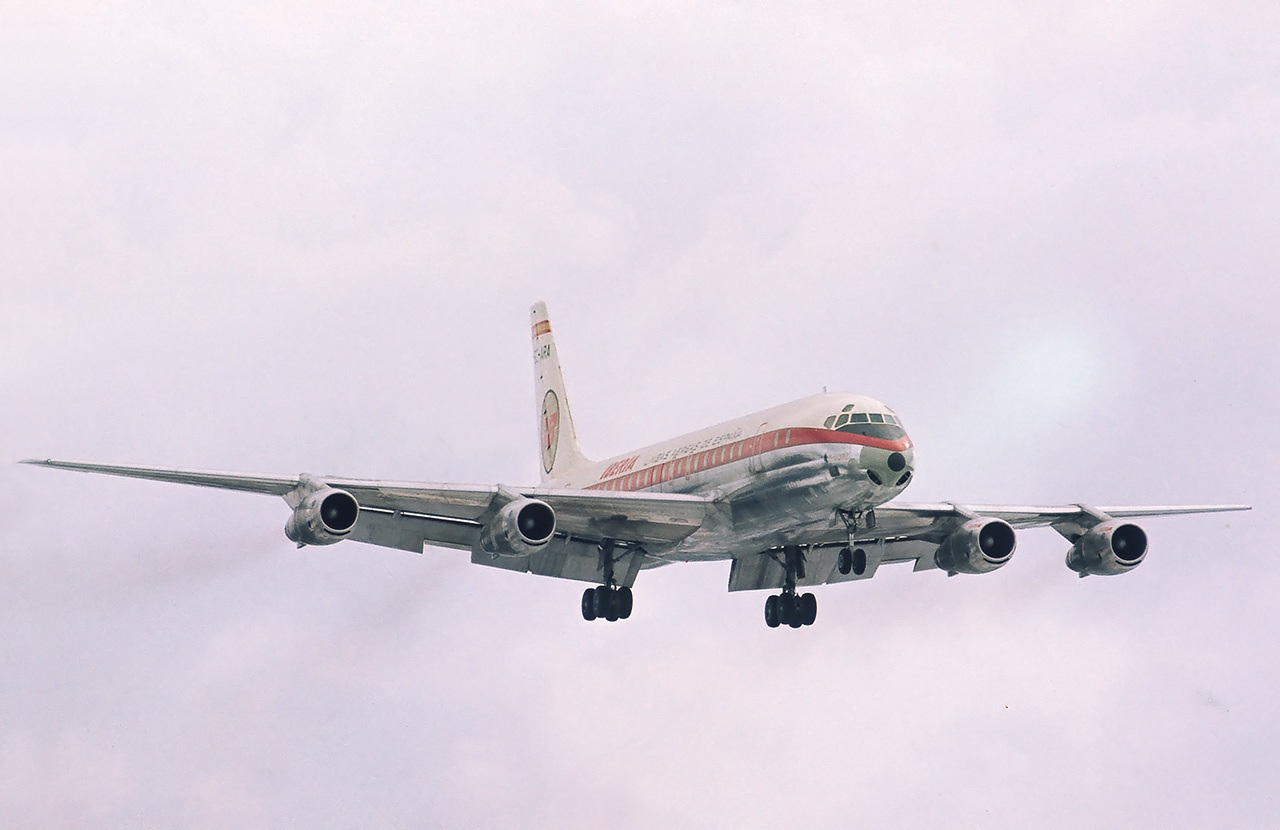
El avión involucrado en el accidente fotografiado en febrero de 1969.

En la temporada de verano, Aviaco alquilaba algunos aviones a la compañía Iberia para poder hacer vuelos charter. En el verano de 1972, uno de esos aviones fue el DC8 bautizado como Velázquez. Este avión fue considerado uno de los primeros tres aviones a reacción que hubo en España, entregado a Iberia en el año 1961.
Durante la madrugada del 6 de julio de 1972 el avión operaba el vuelo de Aviaco número AO331 que consistía en un vuelo de posición, o ferry en inglés, desde Madrid hasta el Aeropuerto de Gran Canaria, sin pasajeros y con una tripulación de 10 personas. Este vuelo ferry se realizaba para que Aviaco pudiese comenzar las operaciones desde Gran Canaria con un vuelo programado al día siguiente a la ciudad alemana de Hamburgo.
Cuando se iniciaba la maniobra de aproximación, sobre la 01:50 de la madrugada, el avión se encontraba volando a unos 2500 pies de altura y a unos 22 kilómetros al noreste de Gando, cuando se precipitó contra el mar por causas que no han podido ser determinadas tras haber mantenido contacto rutinario por radio con la torre de control del aeropuerto minutos antes, sin declarar ningún problema o anomalía.
Sobre las 9:10 de la mañana de ese mismo día, los servicios de búsqueda y salvamento del Ministerio de Aire encontraron los restos del avión, que estaban bajo el mar, a una profundidad de más de 1500 metros, por lo que la caja negra del avión nunca se llegó a recuperar.
Los diez miembros de la tripulación que viajaban en el avión fallecieron.

## Causas
Las causas oficiales del accidente no han sido determinadas, ya que la caja negra del avión no fue encontrada debido a la dificultad para acceder a la zona submarina donde se quedaron los restos de la aeronave tras su hundimiento.
En uno de los medios que cubrió la noticia del accidente, se recogen las palabras de un testigo que presenció el accidente y que informó de que el aparato cayó a gran velocidad contra el mar.
La caja negra, son en realidad dos dispositivos, uno encargado de grabar las conversaciones de la cabina y el otro de registrar los parámetros de vuelo y generalmente son esenciales para poder determinar con certeza el motivo de un accidente aéreo. Estos dispositivos son de obligada instalación por las aerolíneas desde los años 60.